# Pematang Lingkung
Pematang Lingkung is een bestuurslaag in het regentschap Kerinci van de provincie Jambi, Indonesië. Pematang Lingkung telt 1088 inwoners (volkstelling 2010).